# Andreas Gryphius
Andreas Gryphius (zlatynizowana forma niemieckojęzycznego nazwiska Andreas Greif; ur. 2 października 1616 w Głogowie, zm. 16 lipca 1664 tamże) – niemiecki poeta i dramaturg. Jego imię nosi teatr miejski w Głogowie.

## Życiorys
Urodzony 2 października 1616 roku w rodzinie luterańskiego archidiakona Paula Greifa i Anny Erhard. Szybko jednak stracił ojca, a wkrótce potem także matkę, w związku z czym opiekę nad nim przejął ojczym, pastor Johann Eder. Z powodu prześladowań protestantów w 1628 roku Gryphius wraz z ojczymem wyemigrował do Polski i zamieszkał w jego domu w Drzewcach.
W 1631 roku uczył się w gimnazjum w Zgorzelcu. Talent poetycki ujawnił jako szesnastolatek podczas edukacji we Wschowie. Od 1634 roku uczył się w gimnazjum w Gdańsku, gdzie jego nauczycielem był Peter Crüger. W tym okresie zaprzestał używania w swojej twórczości łaciny i zaczął pisać w języku niemieckim. W 1636 roku powrócił na Śląsk i objął posadę nauczyciela synów Georga Schönbornera w Kożuchowie.
W następnym roku, staraniem Schönbornera, wydał w Lesznie pierwszy zbiór sonetów, a po jego śmierci otrzymał stypendium, które umożliwiło mu naukę na uniwersytecie w Lejdzie, na którym następnie wykładał w latach 1639–1643. Podczas edukacji Gryphius opublikował kolejne tomiki i zapoznał się z teatrem, który znajdował się w Holandii w okresie rozkwitu. W następnych latach (do 1647) podróżował po zachodniej Europie (Hadze, Paryżu, Marsylii, Florencji, Rzymie, Wenecji i Strasburgu), poszerzając wykształcenie.
W 1648 roku osiadł we Wschowie, choć uniwersytety w Heidelbergu, Frankfurcie i Uppsali oferowały mu możliwość pracy. 12 stycznia 1649 roku ożenił się z Rosiną Deutschländer. W 1650 roku został syndykiem stanów Księstwa Głogowskiego i przeprowadził się do tego miasta wraz z żoną, by sprawować tę funkcję do swojej śmierci. Jego zasługi dla księstwa obejmują m.in. zebranie i opracowanie wraz z prawnikiem Jonaszem Scultetusem zbioru przywilejów księstwa głogowskiego od 1490 roku (Leszno, 1653).
Zmarł na udar mózgu 16 lipca 1664 roku podczas burzliwego posiedzenia rady miejskiej.
Z Rosiną Deutschländer doczekał się czterech synów i trzech córek, z których Christian Gryphius (1649–1706), także poeta i nauczyciel, rektor  Gimnazjum Marii Magdaleny we Wrocławiu opracował i wydał poszerzoną edycje dzieł ojca.

## Twórczość

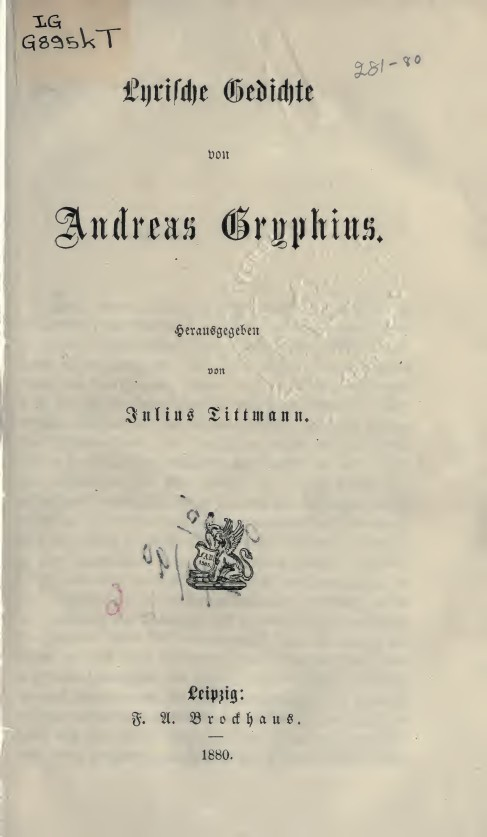
Lyrische Gedichte (1880)

Gryphius uważany jest za najwybitniejszego przedstawiciela grupy poetyckiej zwanej „barokową szkołą śląską”. Jego twórczość była zarówno obszerna, jak i cechowała się wysokim poziomem literackim, przez co zalicza się go do największych niemieckich poetów epoki i twórcę dramatu w języku niemieckim.
Debiutował jako poeta – pisał sonety, ody i wiersze okolicznościowe, dramatopisarstwem zajął się w dojrzałym wieku. Stworzył liczne utwory o charakterze komediowym, nieliczne są tragedie o tematyce martyrologicznej, ponadto przekładał dzieła obcych autorów, m.in. łacińskie wiersze Sarbiewskiego. Stworzył pierwszy niemiecki dramat mieszczański Cardenio i Celinde. Jest autorem dzieła muzycznego Piastus, uważanego za pierwszą niemiecką operę. Dzieło opisuje legendarne początki państwa polskiego i dynastii piastowskiej, której był admiratorem. Znał język polski.
Pod wpływem przeżyć osobistych i wojny trzydziestoletniej wyrobił sobie pesymistyczny pogląd na świat i kondycję człowieka, rozwinął głęboko religijną postawę, obecną także w jego tragediach, w których główni protagoniści cechują się niewzruszoną postawą chrześcijańską.
Do dziś zachowało się ok. 80% jego dzieł.

## Upamiętnienie

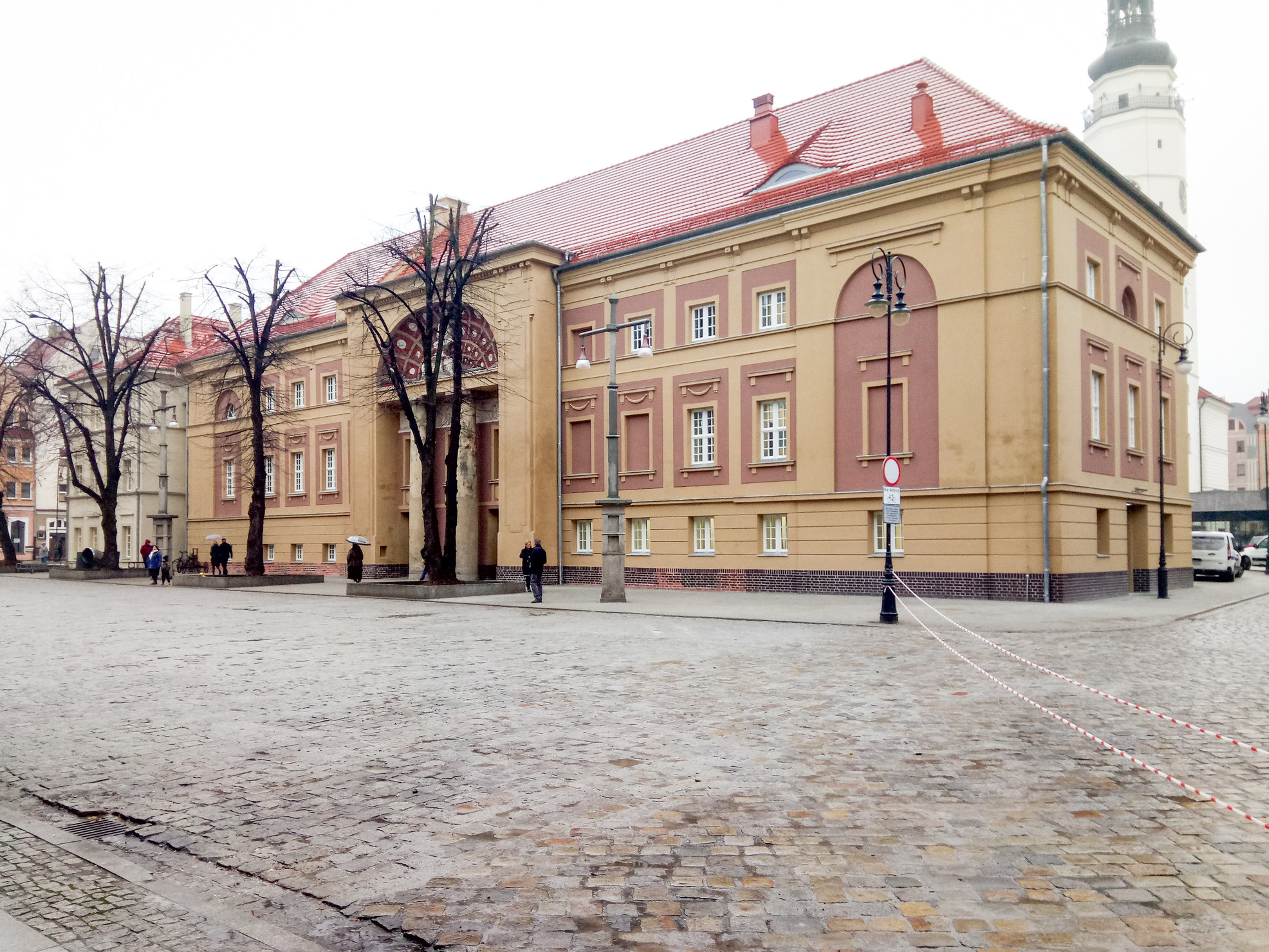
Teatr im. Andreasa Gryphiusa w Głogowie

W okresie przynależności Głogowa do państwa niemieckiego pamięć o Andreasie Gryphiusie podtrzymywało jego popiersie nad wejściem do miejskiego teatru oraz ulica nazwana jego imieniem. W XXI wieku w Głogowie zaczęto organizować międzynarodowy festiwal jego imienia. W Niemczech istnieje nazwana imieniem Gryphiusa nagroda literacka.